# Higuera de la Serena
Higuera de la Serena è un comune spagnolo di 1 198 abitanti situato nella comunità autonoma dell'Estremadura.